# Манастир Благовештење (Каблар)
Манастир Благовештење се налази под Кабларом узводно уз Мораву, с леве стране реке, изнад саме хидроцентрале Овчар Бања. У саставу је Епархије жичке и убраја се у споменике културе од великог значаја.
У манастирском кругу, сем цркве, постоји неколико зграда и конака подигнутих у разним временима.
Старешине манастира били су: Николај Лазовић, Данило Здравковић, Василије Домановић, Јулијан Кнежевић, Антоније Ђурђевић, Платон Милојевић, Георгије Добросављевић и садашња игуманија Михаила Пантић.

## Архитектура манастирске цркве
Црква има основу у облику крста са апсидом на истоку. На западу уз њу је у новије време прислоњен један трем с дрвеним стубовима. Кубе носе луци подухваћени пандантифима. Свод је обличаст. Осмострани тамбур кубета израђен је од тесане сиге. Судећи по кубету, могло би се претпоставити да је и остали део цркве од истог материјала. Изузетак би вероватно чинио олтар за који је Вук забележио „да је нађиват“ пошто се „некад био одвалио и срушио доњу страну ћелија“.
Извесни архитектонски елементи указују да је Благовештење могло бити сазидано у време процвата тзв. „рашке школе“, тј у XII-XIII веку. Међутим натпис изнад улазних врата на западном зиду цркве, у трему, каже да је храм подигнут 1602. године.
Он гласи:
„Изволенијем оца и поспешенијем сина и свршенијем Светог духа сазда се сиј свети и божествени храм Благовештеније пресвјатија владичице наше Богородице и присно дјеве Марије в времена тешка и нужна, трудом и усердијем игумана кир Никифора с братијами и сврши се в лето 7110“ тј 1602. године.
Други запис у цркви на северном зиду који одваја наос од припрате, обавештава да је унутрашњост храма живописана 1632. године.
Од старог иконостаса је остала сачувана престолна икона са Христом из времена оснивања. Манастир је познат по преписивачкој школи.